# شقراء (رواية)
شقراء (بالإنجليزية: Blonde)‏ هي رواية تاريخية الأكثر مبيعا للمؤلفة جويس كارول أوتس نُشرت سنة 2000 في هاربر كولنز، تروي الحياة الشخصية لمارلين مونرو، واعتبرتها أوتس أنها رواية هي عمل خيالي، وينبغي عدم اعتباره سيرة ذاتية. وصلت للنهائيات في جائزة بوليتزر (2001) وجائزة الكتاب الوطني (2000). صُنِّفت الرواية من قبل إنترتينمنت ويكلي وأخبار جبال روكي أنها أفضل كتاب لجويس كارول أوتس. وقالت عنها مؤلفتها بأنها واحدة من بين روايتين لها اللتان لن تنساهما أبدا.

## التعديل
بأكثر من 700 صفحة، تعتبر شقراء من أطول الأعمال الخيالية لجويس كارول أوتس. في حوار خاص قالت جويس كارول أوتس: «كنت أفكر في جعل رواية شقراء رواية قصيرة من 175 صفحة، وخططت لتكون كلمة» مارلين مونرو«آخر الرواية. لكن في كل مرة كان يجذبني عالمها أكثر فلا أستطيع التوقف عن الكتابة، إلى أن أبصح كتابا كاملا من 700 صفحة، بعض الأجزاء تم اختصارها والبعض الآخر تم حذفه من الكتاب، هذه الأجزاء المتفرقة تم نشرها بشكل منفصل»

## الأسماء
تم تغيير عدة أسماء في الرواية، مثلا توني كرتيس بطل فيلم البعض يفضلونها ساخنة تم ذكر اسمه بحرف فقط، كما تم تغيير وقائع وفاة مارلين مونرو وعلاقتها بالرئيس روبرت كينيدي وشقيقه. كما تم تجاهل ذكر أسماء زوجي مارلين جو ديماجيو وأرثر ميلر

## الاقتباس
في 2001 اقتبست قناة سي بي إس الرواية في مسلسل قصير يحمل نفس اسم الرواية ويتبع نفس الأحداث.